# Kirin Cup 2002
Kirin Cup 2002 – dwudziesty trzeci, piłkarski turniej towarzyski Kirin Cup, odbył się w dniach 29 kwietnia - 2 maja 2002 r. w Japonii. W turnieju tradycyjnie wzięły udział trzy zespoły:drużyna gospodarzy, Hondurasu i Słowacji.

## Mecze
| 29 kwietnia |  | Japonia | 1 | - | 0 (1-0) | Słowacja |

| 2 maja |  | Japonia | 3 | - | 3 (2-3) | Honduras |

Mecz Słowacja - Honduras nie odbył się.

### Tabela końcowa
| M | Reprezentacja | L.m. | Zw. | Rem. | Por. | Bramki | R.br. | Pkt |
| 1 | Japonia       | 2    | 1   | 1    | 0    | 4:3    | +1    | 4   |
| 2 | Honduras      | 1    | 0   | 1    | 0    | 3:3    | 0     | 1   |
| 3 | Słowacja      | 1    | 0   | 0    | 1    | 0:1    | -1    | 0   |

Nie wyłoniono zwycięzcy turnieju z powodu różnej liczby meczów rozegranych przez jego uczestników.